# Cucumaricola curvatus
Cucumaricola curvatus is een eenoogkreeftjessoort uit de familie van de Cucumaricolidae. De wetenschappelijke naam van de soort is voor het eerst geldig gepubliceerd in 1977 door Avdeev.